# Jeff McMahan
Pour les articles homonymes, voir McMahan.
Jefferson Allen McMahan un philosophe de la morale américain né le 30 août 1954. Il est professeur de philosophie morale à la chaire de Thomas White de l'Université d'Oxford depuis 2014.

## Formation et carrière
Jeff McMahan obtient un bachelor of arts en littérature anglaise à l'Université du Sud (en) (Sewanee, Tennessee). Plus tard, il en obtient un deuxième en philosophie, politique et économie avant de faire des études supérieures en philosophie au Corpus Christi College (Oxford) en tant que boursier Rhodes. Il obtient un master à l'Université d'Oxford. Entre 1979 et 1983, il perçoit une bourse au St John's College (Cambridge). Il a été étudiant de Jonathan Glover (en) et Derek Parfit à l'Université d'Oxford, puis de Bernard Williams à l'Université de Cambridge. Il devient chercheur au St John's College de 1983 à 1986. Il décroche son doctorat en 1986 à Cambridge. Son titre de thèse était "Problèmes de théorie des populations".
Il a enseigné à l'Université de l'Illinois (Urbana-Champaign) (1986-2003) et à l'Université Rutgers (2003-2014).
Il a été élu membre de l'Académie américaine des arts et des sciences en 2022.

## Travail philosophique

### Bioéthique
Jeff McMahan a beaucoup écrit sur l'éthique normative et appliquée, et notamment sur la bioéthique.
Son travail en bioéthique donne naissance en 2002 au livre The Ethics of Killing: Problems at the Margins of Life. Celui-ci est divisé en cinq parties : l'identité, la mort, le meurtre, le début de vie et la fin de vie. Pour déterminer ce qu'il y a de mal à tuer, McMahan commence par analyser la notion d'identité personnelle, qu'il considère nécessiter une forme de continuité de la conscience. Il étudie ensuite en quoi cela fonde la notion de « préoccupation égoïste ». Et en quoi cet intérêt égoïste dépend du degré d'« unité psychologique », qui représente la richesse des états mentaux et leur degré de connexion avec les états mentaux futurs. Il en tire la conclusion controversée que le mal qu'il y a à tuer dépend de ce degré d'unité psychologique, qu'il estime par exemple faible pour un fœtus.

### Éthique animale
Parallèlement à ses contributions à la bioéthique, McMahan défend l'antispécisme, soutenant notamment que le fait d'être humain n'est pas une base suffisante pour prétendre à un statut moral supérieur à celui de n'importe quel animal,. McMahan a également affirmé que l'élevage intensif était un problème éthique majeur. Il a plaidé pour une prise de conscience collective afin de mettre fin aux souffrances infligées aux animaux par l'agriculture industrielle moderne et contre la consommation d'animaux. Il a également participé au débat éthique sur la souffrance des animaux sauvages. Il a en outre plaidé en faveur d'une intervention humaine dans le milieu naturel pour soulager la souffrance des animaux sauvages lorsque cela ne causerait pas plus de mal que de bien,,.

### Théorie de la guerre juste
Les principales contributions de McMahan à la théorie de la guerre juste sont faites dans son livre Killing in War. Il s'oppose aux éléments fondamentaux de la définition traditionnelle de la guerre juste. Contrairement à Michael Walzer, il prétend que ceux qui mènent une guerre injuste ne peuvent jamais répondre aux exigences du jus in bello (droit des belligérants d'un conflit).

### Autres travaux
McMahan a également co-édité deux livres sur l'éthique, The Morality of Nationalism et Ethics and Humanity.
Au début des années 1980, il écrit deux livres sur la situation politique de l'époque : British Nuclear Weapons: For and Against et Reagan and the World: Imperial Policy in the New Cold War.
Plus récemment, il a aussi mené des travaux sur l'altruisme efficace,. Il est membre du comité de rédaction du Journal of Controversial Ideas (en).

## Publications principales

### Articles
- (en) Jeff McMahan, « The Meat Eaters », The New York Times,‎ 19 septembre 2010 (lire en ligne)
- (en) Jeff McMahan, « Predators: A Response », The New York Times,‎ 28 septembre 2010 (lire en ligne)
- (en) Jeff McMahan, « Rethinking the 'Just War', Part 1 », The New York Times,‎ 11 novembre 2012 (lire en ligne)
- (en) Jeff McMahan, « Rethinking the 'Just War', Part 2 », The New York Times,‎ 12 novembre 2012 (lire en ligne)
- (en) Jeff McMahan, « Why Gun 'Control' Is Not Enough », The New York Times,‎ 19 décembre 2012 (lire en ligne)
- (en) Gary Gutting et Jeff McMahan, « Can Torture Ever Be Moral? », The New York Times,‎ 26 jenvier 2015 (lire en ligne)

### Livres
- (en) Jeff McMahan, The Ethics of Killing : Problems at the Margins of Life, Oxford University Press, 28 février 2002, 555 p. (ISBN 9780195079982, lire en ligne)
- (en) Jeff McMahan, Killing in War, Oxford, Oxford University Press, 23 avril 2009, 250 p. (ISBN 9780199548668, lire en ligne)
- (en) Jeff McMahan, The Ethics of Killing : Self-Defense, War, and Punishment, Oxford University Press, 2022, 544 p. (ISBN 9780195187212, lire en ligne)